# مایشلباخ (راین-هونسروک)
مایشلباخ (به آلمانی: Michelbach) یک شهر در آلمان است که در Kastellaun واقع شده‌است. مایشلباخ ۱۷۰ نفر جمعیت دارد.